# Ronnie Simpson
Ronald Campbell Simpson, detto Ronnie (Glasgow, 11 ottobre 1930 – Edimburgo, 19 aprile 2004), è stato un calciatore scozzese, di ruolo portiere.

## Carriera
Vinse il titolo di Giocatore dell'anno della SFWA nel 1967.
In carriera vinse 2 FA Cup con il Newcastle (1952, 1955), 4 campionati scozzesi, 3 Coppe di Scozia, 4 Coppe di Lega ed 1 Coppa dei Campioni (1967) con il Celtic.
Conta 5 presenze con la nazionale scozzese.

## Palmarès

### Giocatore

#### Competizioni nazionali
- Campionato scozzese: 4

Celtic: 1965-1966, 1966-1967, 1967-1968, 1968-1969
- Coppa di Scozia: 3

Celtic: 1964-1965, 1966-1967, 1968-1969
- Coppa di Lega scozzese: 4

Celtic: 1965-1966, 1966-1967, 1967-1968, 1968-1969
- Coppa d'Inghilterra: 2

Newcastle: 1951-1952, 1954-1955

#### Competizioni internazionali
- Coppa dei Campioni: 1

1966-1967